# Robert Gumny
Robert Gumny, född 4 juni 1998, är en polsk fotbollsspelare som spelar för FC Augsburg och Polens herrlandslag i fotboll.
Gumny debuterade i A-landslaget i startelvan i en vänskapsmatch mot Ukraina den 11 november 2020.